# Robert Flacelière
Robert Flacelière, nacido en París el 29 de mayo de 1904 y muerto en Montpellier el 23 de mayo de 1982, fue un filólogo y helenista francés, profesor en La Sorbona y director de la Escuela Normal Superior de París.

## Biografía
Después de unos brillantes estudios en el Lycée Henri IV, entró en 1922 en la Escuela Normal Superior de Francia. Después obtuvo la agregación de gramática. En 1925, entró en la Escuela Francesa de Atenas, donde se interesó sobre todo por la epigrafía. Su tesis doctoral, obtenida en 1935 y publicada en 1937, se titula Les Aitoliens à Delphes : contributions à l'histoire de la Grèce centrale au IIIe siècle av. J.-C. Enseñó lengua y literatura en la Facultad de letras de Lyon de 1932 a 1948. después en la Facultad de letras de París. En 1967, fue elegido miembro de la Academia de Inscripciones y Lenguas Antiguas.
Dirigió la Escuela Normal Superior de 1963 a 1971. El presidente Georges Pompidou, antiguo alumno de esta institución, puso término a sus funciones después de la ocupación de la escuela por grupúsculos maoístas durante la «Nuit de la Commune». Después dirigió la Fundación Thiers, de 1975 a 1980.
De regreso de un crucero por el Mediterráneo, haciendo escala en Montpellier en casa de uno de sus hijos, falleció el 23 de mayo de 1982.

## Obras
Tradujo la Ilíada, Medea de Eurípides, las Homilías I a V de Sobre la incomprensibilidad divina de Juan Crisóstomo para la colección de las Sources Chrétiennes y Los oráculos de la Pitia de Plutarco. Dirigió la edición y traducción de varias obras de este autor para la Les Belles Lettres: las Vidas paralelas, en colaboración con Émile Chambry, y varios volúmenes de los Moralia.
Normale en péril  (1971), es el relato de la «Nuit de la Commune» de la primavera de 1971. Este panfleto escrito sobre los acontecimientos es también un testimonio sobre la Escuela Normal Superior de los años 1960 y 1970, la inadaptación y la contestación de su modelo académico, el comienzo de lo que Jean Bousquet llamará los «años grises».
Es igualmente el autor de :
- L'Amour en Grèce  (1960)
- Histoire littéraire de la Grèce (1962)
- Sagesse de Plutarque  (1964)
- La Vie quotidienne en Grèce au temps de Périclès (1969)
- La vida cotidiana en Grecia en el Siglo de Pericles. Madrid: Temas de Hoy. 1989. ISBN 84-8667-571-5.
- Adivinos y Oráculos Griegos (1997). ISBN 9502305213